# Тайдула
Тайдула, Тайдулу, Тайтуглы-хатун (ум. весна 1361) — жена хана Золотой Орды Узбека, мать его сыновей Тинибека и Джанибека, а также дочери, бывшей замужем за Харунбеком, сыном правителя Хорезма Кутлуг-Тимура.

## Первый брак
Тайдула стала старшей женой Узбек-хана после смерти его жены Баялун в 1323 году, по сообщению Симеоновской летописи. По Р. Ю. Почекаеву Баялун сбежала от хана в Константинополь к своему отцу императору Андронику II. По словам Ибн-Баттуты предпочтение, которое оказывал ей Узбек, было связано с физиологической особенностью: «Султан любит её за одну свойственную ей особенность, которая (состоит) в том, что каждую ночь он находит её как бы девственницей».
Старший сын и наследник Узбека Тимур умер ещё при жизни отца в 1330 году. Дети Тайдулы соперничали за право наследования. Старший сын Тайдулы Тинибек пользовался благосклонностью отца, ему поручались ответственные посты, одним из которых было наместничество в Хорезме. Однако на этом посту он чем-то не угодил отцу, и с 1339—1340 года монеты Золотой Орды чеканились с указанием имен Узбека и Джанибека, а в дипломатических письмах в приветствиях упоминались Узбек, Тайдула и Джанибек.

## После смерти Узбек-хана
Когда в 1341 умер хан Узбек, власть в столице оказалась в руках Джанибека и Тайдулы, которая целиком поддерживала младшего сына. Несмотря на это, верхушка Орды не пошла на нарушение законов и провозгласила ханом Тинибека, который был в Хорезме. Однако, ещё до прибытия Тинибека в Сарай Джанибек и Тайдула смогли убить возможного конкурента — Хызрбека, сына Узбека от другой жены. Убийство Хызрбека вызвало у Тинибека желание наказать Джанибека, но тот с помощью матери собрал достаточное количество сторонников. В результате междоусобной борьбы Тинибек погиб при неясных обстоятельствах, и с 1342 года ханом стал Джанибек. Тайдула при этом получила в качестве подарков от младшего сына существенные источники доходов, в частности, ей была передана Тула, которой управляли её баскаки, и часть торговых сборов в Азове.
Джанибек и его мать вели сложную политику в отношении русского духовенства. Джанибек вопреки монгольским обычаям обложил церковь некоторыми налогами. Вероятно, в качестве компенсации Тайдула в 1347 г. выдала Сарайскому епископу Иоанну грамоту, в которой подтверждалась независимость церковного суда от княжеского.
В 1357 году возвращающийся после завоевания Азербайджана хан Джанибек серьёзно заболел. Современные исследователи считают, что Тайдула вызвала для его лечения митрополита Алексия, который славился искусством лечения, но не смог излечить хана. Тайдула при этом использовала как предлог для вызова свою болезнь, так как не могла допустить разглашения сведений о болезни самого хана. В русских источниках на основании её послания сообщается, что Алексий ездил для лечения глазной болезни ханши и вылечил её. В память о чудесном исцелении от слепоты Тайдулы митрополит Алексий в 1365 году основал в Московском Кремле Чудов монастырь.
В 1357 году после смерти Джанибека к власти пришёл его сын и, соответственно, внук Тайдулы — Бердибек, при нём, как и при его отце, Тайдула участвовала в управлении державой. Известно, что она разбирала судебный иск между золотордынскими купцами и венецианцами, которые ограбили и захватили в плен этих купцов.
Бердибек был свергнут и убит в результате переворота, совершённого в 1359 год Кульпой (Кульной). Тайдула вступила с ним в борьбу за власть. Р. Ю. Почекаев сообщает, что в поисках достойной кандидатуры хана она сначала рассматривала кандидатуру шибанида Хызра, но затем склонилась к Мухаммад Наурузбеку.

## Повторное замужество
В 1360 г. Тайдула пошла на активные действия, чтобы вернуть себе былую власть. Кульпа был свергнут и убит вместе с сыновьями. Тайдула вступила в брак с Наурузом, чтобы подкрепить права своего ставленника на престол Золотой Орды. Однако их совместное правление продолжалось недолго. Хызр смог найти поддержку среди столичной знати. В том же 1360 г. он напал на столицу, используя помощь своих сторонников в городе. В результате переворота Науруз и Тайдула были убиты.
Toe же весны приде на царство Волжьское некыи царь со въстока Заядьскы, именем Хидырь, прида взял Ордоу и царя Навроуса оубил и царицю Таидулу, а князи ординьскых Муалбоузиноу чадь множьство оубил, а сам седе на царство.Рогожский летописец

## Документальные свидетельства
От неё сохранились в русском переводе три ярлыка: проезжая грамота Сарайскому епископу Иоанну, жалованная грамота митрополиту Феогносту и проезжая грамота митрополиту Алексию.
За исцеление Тайдулы, хан Джанибек подарил митрополиту Алексею перстень, который сохранялся в московской патриаршей ризнице. Историк Николай Михайлович Карамзин, увлёкшись созвучным именем Тайдулы с Тулою, основываясь на том, что в течение 18 лет земли, где расположена Тула и управлялась баскаками принадлежали ханше (примерно до 1340), приписал ей название города, вслед за историком - Николай Алексеевич Полевой повторил то же несправедливое мнение.  

## Образ в кинематографе
В фильме Андрея Прошкина «Орда», в основу которого лёг сюжет исцеления от слепоты, роль Тайдулы исполнила Роза Хайруллина.